# Anastasiya Motak
Anastasiya Motak –en ucraniano, Анастасія Мотак– (12 de noviembre de 2004) es una deportista ucraniana que compite en gimnasia artística.
Ganó tres medallas en el Campeonato Europeo de Gimnasia Artística de 2020, oro en la prueba por equipos y bronce en el salto de potro y la barra fija.

## Palmarés internacional
| Campeonato Europeo | Campeonato Europeo | Campeonato Europeo | Campeonato Europeo   |
| Año                | Lugar              | Medalla            | Prueba               |
| ------------------ | ------------------ | ------------------ | -------------------- |
| 2020               | Mersin (Turquía)   | Medalla de oro     | Concurso por equipos |
| 2020               | Mersin (Turquía)   | Medalla de bronce  | Barra fija           |
| 2020               | Mersin (Turquía)   | Medalla de bronce  | Salto de potro       |